# Норм Одінга
Норман Гендрік Одінга (англ. Norman Hendrik Odinga, нар. 11 лютого 1963, Едмонтон) — канадський футболіст, що грав на позиції півзахисника, зокрема за національну збірну Канади.

## Клубна кар'єра
У футболі дебютував 1984 року виступами за університетську команду «Альберта Голден Берс», що представляла Альбертський університет, визнавався MVP цієї команди.
1987 року вирішив продовжити футбольні виступи професійно і уклав контракт з «Едмонтон Брікмен», кольори якого захищав до 1990 року.
1991 року перейшов до клубу «Ванкувер Вайткепс», за який відіграв три сезони. Завершив професійну кар'єру футболіста виступами за команду «Ванкувер Вайткепс» у 1993 році.

## Виступи за збірні
Протягом 1983–1987 років залучався до складу молодіжної збірної Канади. На молодіжному рівні зіграв у 7 офіційних матчах, забив 2 голи.
1989 року дебютував в офіційних матчах у складі національної збірної Канади.
Загалом протягом кар'єри в національній команді, яка тривала 5 років, провів у її формі 6 матчів, забивши один гол.